# P.C. Hawkeye Turns Detective
P.C. Hawkeye Turns Detective è un cortometraggio muto del 1911 diretto da Lewin Fitzhamon.

## Trama
Un detective cerca un uomo baffuto che ha rubato l'orologio di un bagnante.

## Produzione
Il film fu prodotto dalla Hepworth.

## Distribuzione
Distribuito dalla Hepworth, il film - un cortometraggio di 145 metri - uscì nelle sale cinematografiche britanniche nell'agosto 1911.
Si conoscono pochi dati del film che, prodotto dalla Hepworth, fu distrutto nel 1924 dallo stesso produttore, Cecil M. Hepworth. Fallito, in gravissime difficoltà finanziarie, il produttore pensò in questo modo di poter almeno recuperare il nitrato d'argento della pellicola.